# Hatsukaichi
Hatsukaichi (jap. 廿日市市 Hatsukaichi-shi, deutsch ‚[kreisfreie] Stadt Hatsukaichi‘, englisch Hatsukaichi City/City of Hatsukaichi) ist eine Großstadt in der Präfektur Hiroshima in Japan.

## Geographie
Hatsukaichi liegt östlich von Iwakuni und westlich von Hiroshima an der Seto-Inlandsee.

### Angrenzende Städte und Gemeinden
- Präfektur Hiroshima
  - Hiroshima
  - Ōtake
  - Akiōta
- Präfektur Yamaguchi
  - Iwakuni
- Präfektur Shimane
  - Masuda

## Geschichte
Die Stadt Hatsukaichi wurde am 1. April 1988 gegründet.

## Sehenswürdigkeiten
- Itsukushima-Schrein mit dem bekannten Torii als eine der drei schönsten Landschaften Japans
- Miyajima Aquarium (宮島水族館) auf Itsukushima

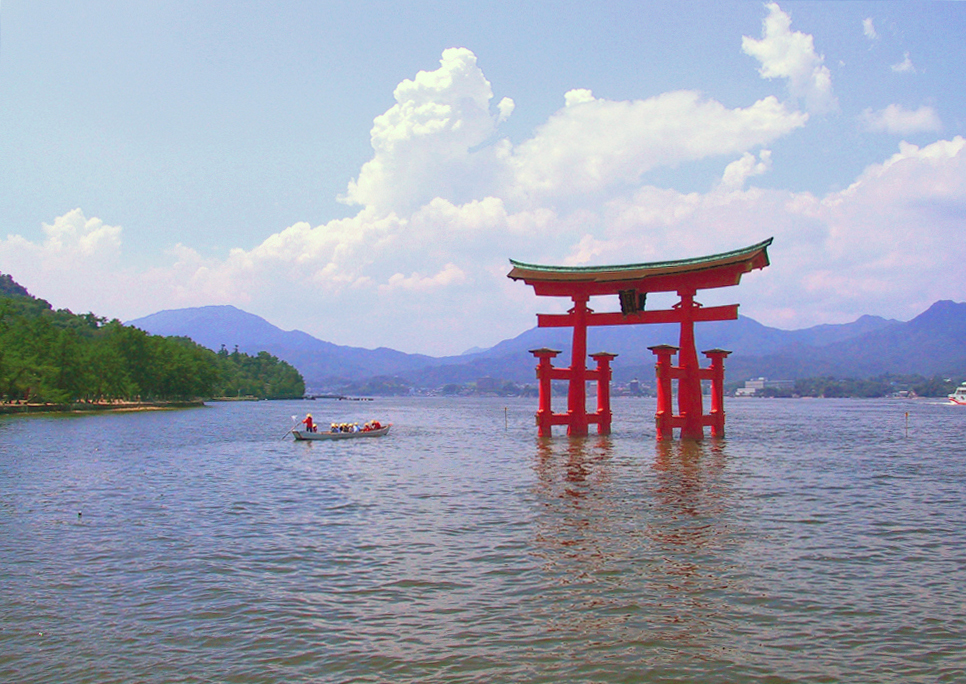
Torii des Itsukushima-Schreins
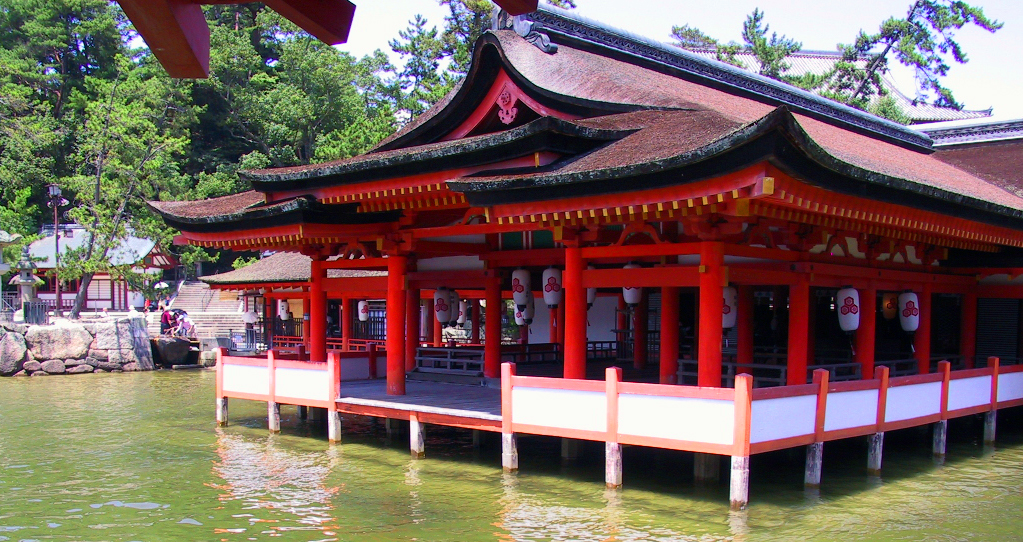
Reinigungshalle des Marōdo-Schreins (Nationalschatz)

## Verkehr
- Straße:
  - Chūgoku-Autobahn
  - Sanyo-Autobahn
  - Nationalstraße 2: nach Osaka und Kitakyūshū
  - Nationalstraßen 186, 433, 434, 488
- Zug:
  - JR West San’yō-Hauptlinie: nach Kōbe und Kitakyūshū

## Städtepartnerschaften
- Masterton, seit 1998
- Le Mont-Saint-Michel

## Persönlichkeiten
- Taichi Yamasaki (* 2001), Fußballspieler